# 白云乡 (重庆市)
白云乡，是中华人民共和国重庆市武隆区下辖的一个乡镇级行政单位。

## 行政区划
白云乡下辖以下地区：
红色村、莲池村、红云村和红星村。